# Ⱳ
Cette page contient des caractères spéciaux ou non latins. S’ils s’affichent mal (▯, ?, etc.), consultez la page d’aide Unicode.
La lettre Ⱳ (minuscule ⱳ), appelé W crosse ou W crocheté, est une lettre additionnelle qui est utilisée dans l'écriture de certaines langues africaines, comme le puguli ou le lobiri au Burkina Faso. Elle est composée d’un W avec un crochet.

## Représentation informatique
Cette lettre possède les représentations Unicode suivantes :
| formes    | représentations | chaînes de caractères | points de code | descriptions                     |
| --------- | --------------- | --------------------- | -------------- | -------------------------------- |
| capitale  | Ⱳ               | Ⱳ                     | U+2C72         | lettre majuscule latine w crosse |
| minuscule | ⱳ               | ⱳ                     | U+2C73         | lettre minuscule latine w crosse |